# إيفان مورينو (لاعب كرة قدم)
إيفان مورينو (بالإسبانية: Iván Moreno Dellano)‏ هو لاعب كرة قدم إسباني في مركز نصف الجناح، ولد في 26 فبراير 1981 في رايولوبوس في إسبانيا. لعب مع بونفيرادينا وراسينغ سانتاندير وريال مورسيا ونادي غوادالاخارا.

## وصلات خارجية
- إيفان مورينو على موقع قاعدة بيانات كرة القدم.إي يو (الإنجليزية)
- إيفان مورينو على موقع Soccerway.com (الإنجليزية)
- إيفان مورينو على موقع AS.com (الإسبانية)